# Philiacultuur
De Philiacultuur (2500 tot 2000 voor Christus) is de vroegste bronstijdcultuur in Cyprus. De cultuur is bekend van 19 sites en is vernoemd naar een grafveld bij Morphou, in het noorden van het eiland. Er wordt aangenomen dat het begin van de cultuur verband hield met de komst van kolonisten uit Anatolië. Een toename van de bevolking is zichtbaar.
In de nederzettingen (bijv. Marki Alonia, Sotira Kaminoudhia) verschenen rechthoekige in plaats van ronde huizen. Het aardewerk is meestal van hoge kwaliteit. Karakteristiek is het zogenaamde rood gepolijst vaatwerk (Red Polished Ware). Deze rood gepolijste waar werd soms wit of zwart gecoat en beschilderd met witte geometrische patronen. Typische vormen zijn kannen met een hoge tuit en een handvat. Sommige aardewerkvormen hebben parallellen in Anatolië.
Tijdens de Philiacultuur werd de rundveehouderij op Cyprus opnieuw geïntroduceerd. Er zijn tekenen van uitgebreide kopermijnbouw. Metalen voorwerpen werden vaak in mallen gegoten, wat getuigt van de introductie van geavanceerde technieken. Karakteristiek voor de Philiacultuur zijn spiraalvormige oorbellen, bronzen armbanden en verschillende types bijlen. Er werden sieraden gemaakt van schelpen, en kleifiguurtjes die hebben gediend als spilkransen.